# Östrabo
Östrabo kan även syfta på ett tidigare namn på en del av Uddevalla gymnasieskola.

Östrabo biskopsgård är belägen i Växjö socken i Växjö kommun. Gården omfattar en huvudbyggnad i herrgårdsgult, fyra flyglar i falurött samt ekonomibyggnader. Huset uppfördes 1792-96 efter beslut av Gustaf III på framställning från biskop Olof Wallquist. Det ligger på en höjd öster om Växjö domkyrka. Här bodde Esaias Tegnér från 1824 till sin död år 1846. Östrabo byggdes som residens för biskopen, med tillhörande jordbruk. Växjö stifts kansli rymdes ursprungligen i några rum i huvudbyggnaden, medan Östrabo i övrigt utgjorde biskopens residens. 
Idag är förhållandet det omvända, stiftskansliet förfogar sedan 2010 över hela Östrabo, huvudbyggnad och sidobyggnader, med undantag för biskopens lägenhet, jämte det intilliggande f.d. prästänkehemmet Östraboliden. Av det forna jordbruket återstår en äng väster om Östrabo, som fortfarande hävdas.
Biskop Sam Stadener (1932–1937) moderniserade Östrabo, bland annat med nytt kök. Under biskop Sven Thidevalls tid (2006-2010) renoverades och handikappanpassades Östrabo. Under biskop Fredrik Modéus tid anpassas den gamla biskopsgården från biskopsresidens till sin nya funktion som lokaler för kansliets verksamheter.